# ۷۳۷ (خورشیدی)
۷۳۷ هفتصد و سی و هفتمین سال هجری خورشیدی است.